# Stazione di Arvier
La stazione di Arvier (in francese: gare d'Arvier) è una stazione ferroviaria nel comune di Arvier in Valle d'Aosta; l'impianto si trova lungo la linea Aosta-Pré Saint Didier, la cui gestione è affidata a Rete Ferroviaria Italiana.

## Storia
La stazione venne inaugurata il 28 ottobre 1929 contestualmente all'apertura della linea ad opera della società Ferrovia Aosta–Pré-St-Didier (FAP), azienda collegata alla Cogne.
Il 16 ottobre 1931, l'esercizio dell'intera linea venne assunto dalle Ferrovie dello Stato (FS).
Nel 1940, nell'ambito dell'italianizzazione dei toponimi valdostani, assunse la nuova denominazione di "Arviè".
L'impianto riprese la denominazione originaria nell'immediato dopoguerra, in seguito al ripristino dei toponimi in lingua francese della Valle d'Aosta.
Nel 1968, considerato il diminuito traffico merci, le FS decisero di sopprimere la trazione elettrica semplificando conseguentemente gli impianti di stazione.
Fra il 1991 e il 1992, in conseguenza della semplificazione degli impianti attuata, Arvier divenne località di passaggio fra la dirigenza locale e l'esercizio a spola fino Pré-Saint-Didier.
La Regione Valle d'Aosta ha sospeso l'esercizio sulla linea da Aosta a partire dal 24 dicembre 2015.

## Caratteristiche e impianti
La stazione, dotata dal 1991 di un impianto ACEI, è l'unica della linea e dispone di un binario di corsa e uno per le precedenze; il binario 1 è usato per le precedenze mentre il binario 2 è di corsa. Le due banchine sono collegate tramite una passerella di cemento sui binari.
Quale località di passaggio fra la dirigenza locale e l'esercizio a spola, l'impianto è presidiato da personale ferroviario ai fini del movimento, mentre lo scalo merci originario non è più utilizzato.
Il fabbricato viaggiatori è una costruzione in legno e pietraviva il cui stile, come quelli degli altri edifici posti lungo la linea, si rifà alla Cascina l'Ôla di Introd, riprendendone materiali e morfemi.

## Servizi
La stazione, che RFI classifica nella categoria "Bronze", dispone di:
- Biglietteria automatica
- Sala d'attesa
- Servizi igienici

## Interscambi
- Fermata autobus

## Movimento
Il servizio era costituito da treni regionali effettuati da Trenitalia nell'ambito del contratto di servizio stipulato con la Regione Valle d'Aosta.

## Galleria d'immagini

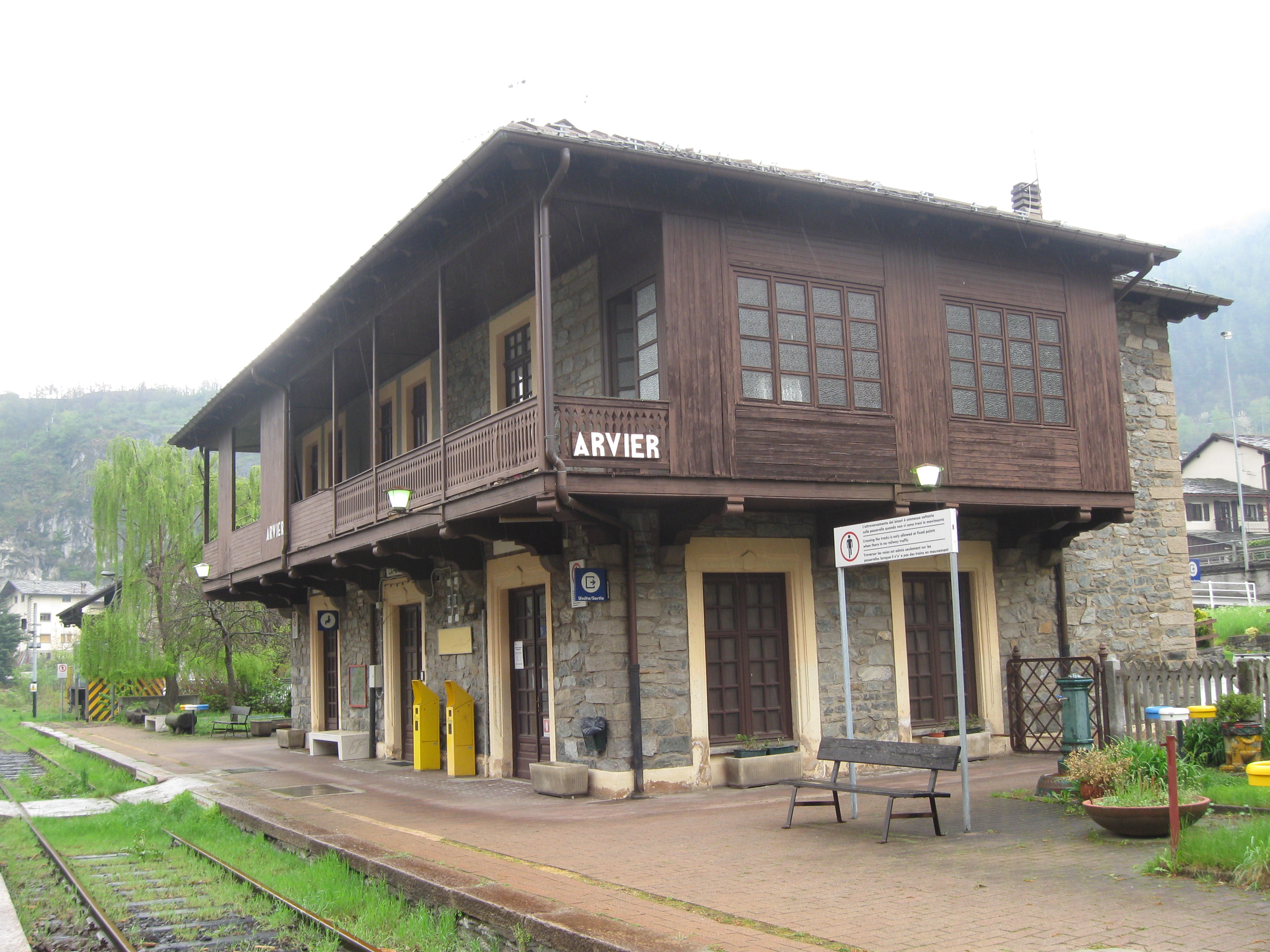
La stazione.
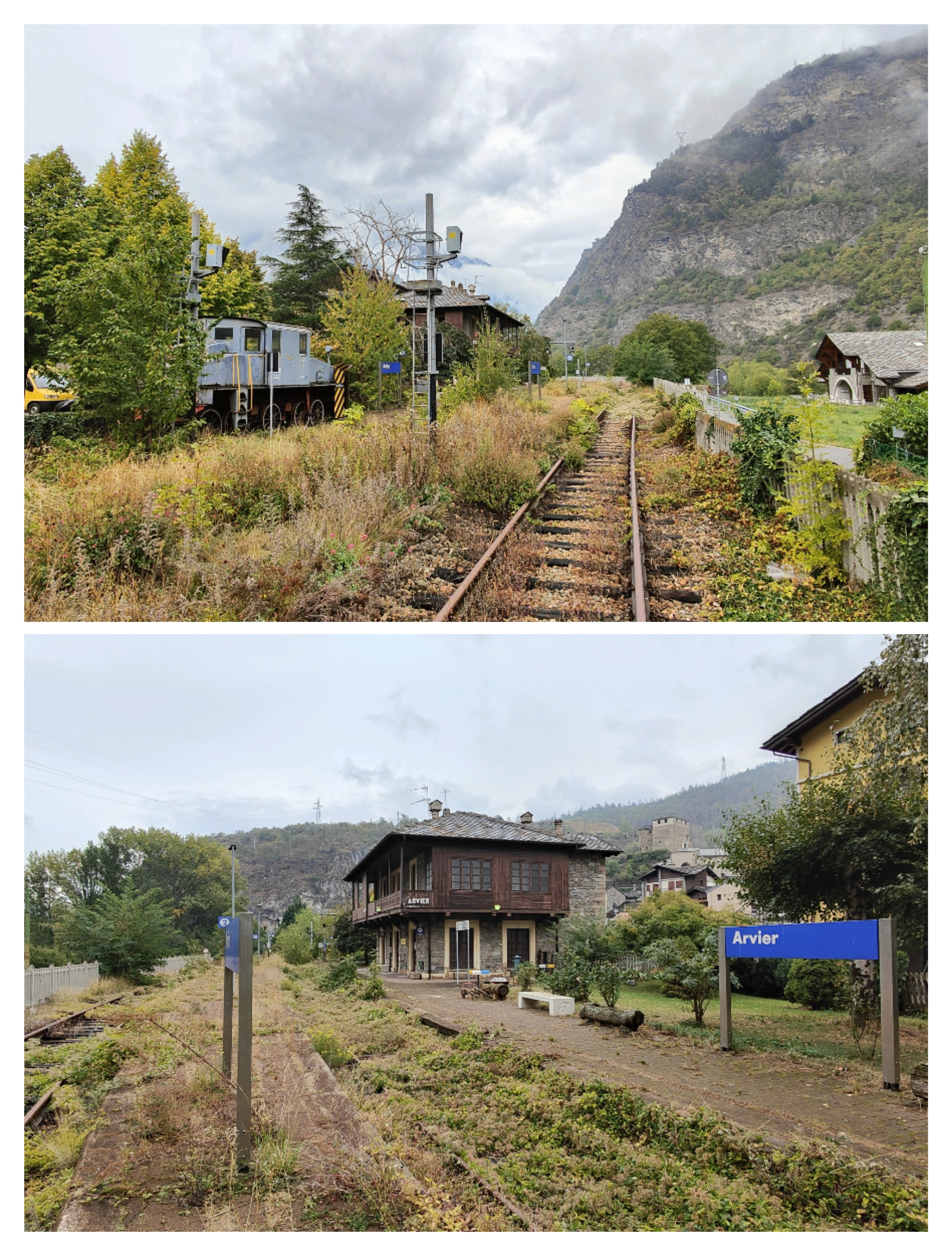
La stazione vista dai due lati (foto settembre 2022). Da notare in alto il carro spazzaneve Vnx 806 215, ricavato dalla locomotiva E550
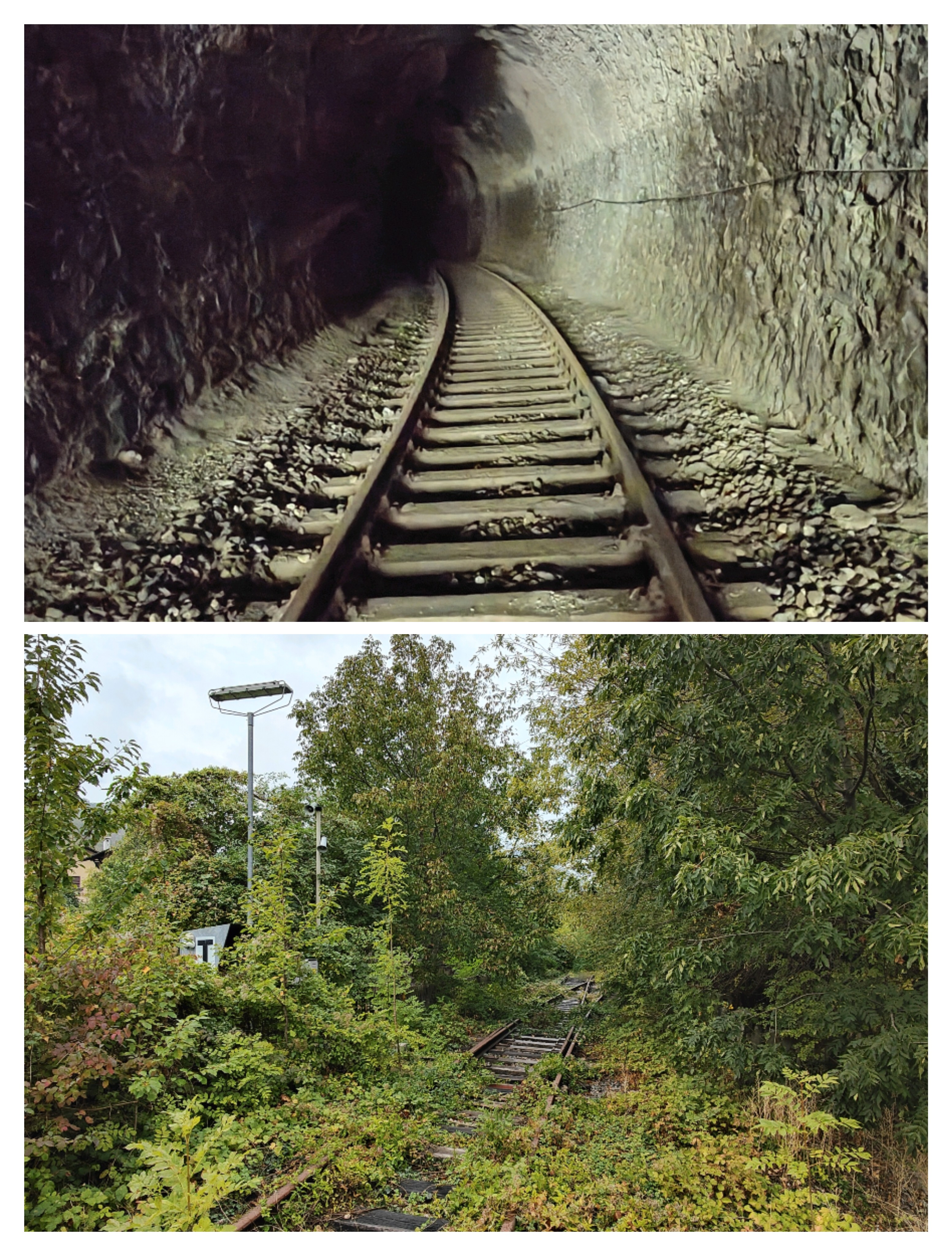
Sopra: la galleria (2320 mt.) per Avise. Sotto: binario coperto dalla vegetazione (foto settembre 2022)